# Domè
Domè est l'un des onze arrondissements de la commune de Zogbodomey dans le département du Zou au centre du Bénin.

## Géographie

### Localisation
Domè est situé au Nord-Est de la commune de Zogbodomey.

### Administration
Sur les quatre-vingts villages et quartiers de ville que compte la commune de Zogbodomey, l'arrondissement de Domè en groupe 08 villages.

## Histoire
L'arrondissement de Domè est une subdivision administrative béninoise. Dans le cadre de la décentralisation au Bénin, il devient officiellement un arrondissement de la commune de Zogbodomey, le 27 mai 2013, après la délibération et adoption par l'Assemblée nationale du Bénin. Ceci se déroule lors de la séance du 15 février 2013 de la loi N° 2013-O5 du 15/02/2013 portant création, organisation, attributions et fonctionnement des unités administratives locales en République du Bénin.

## Société

### Démographie
Selon le recensement de la population de 2013 conduit par l'Institut national de la statistique et de l'analyse économique (INSAE), Domè compte 2065 ménages avec 9 670 habitants.
| Indicateur           | 2013 |
| -------------------- | ---- |
| Nombre de ménages    | 2065 |
| Population masculine | 4730 |
| Population féminine  | 4940 |
| Population totale    | 9670 |

### Santé
Concernant la psychiatrie, l'Association Saint Camille de Lellis est présente à Domè et y a une ferme agropastorale favorisant la réinsertion (psychiatrie communautaire).